# Norristown Transportation Center
Norristown Transportation Center  es una estación terminal en la línea Púrpura del Metro de Filadelfia. La estación se encuentra localizada en 5th Street & Merion Street en Norristown, Pensilvania.  La Autoridad de Transporte del Sureste de Pensilvania (por sus siglas en inglés SEPTA) es la encargada por el mantenimiento y administración de la estación. La estación se encuentra a 13.4 millas de las vías de la Terminal de la Calle 69.

## Descripción y servicios
La estación Norristown Transportation Center cuenta con 1 plataforma central (metro), 2 plataformas laterales (regional) y 4 vías. La estación también cuenta con 520 de espacios de aparcamiento. 

## Conexiones
La estación es abastecida por las siguientes conexiones: 
- Rutas de autobuses de SEPTA:  90,  91 (sábados solamente),  93,  96,  97,  98,  99,  131